# Kim Ju-na
Kim Ju-na (8 de febrero de 1994) es una cantante surcoreana, más conocida por su participación en el show de talentos Produce 101 en el año 2016.

## Vida personal
Kim es la medio-hermana menor del actor Kim Soo-hyun.

## Discografía

### Sencillos
| Título                         | Año  | Álbum                               |
| ------------------------------ | ---- | ----------------------------------- |
| "How Can I, Without You"       | 2015 | High Society OST                    |
| "Summer Dream"                 | 2016 |                                     |
| "A Move of God"(Acoustic Ver.) | 2017 | Hwarang: The Poet Warrior Youth OST |

## Filmografía

### Series de televisión
| Fecha | Título      | Papel      | Red  | Nota        |
| ----- | ----------- | ---------- | ---- | ----------- |
| 2016  | Produce 101 | Ella misma | Mnet | Concursante |